# Projeto Falas
Falas  é uma série antológica brasileira produzida pela TV Globo e exibida desde 20 de novembro de 2020. Produzido pelos Estúdios Globo, a série tem episódios sazonais que são a cada ano contados de diferentes formas. O projeto tem direção de Antônia Prado e conta com diversos roteiristas e elenco envolvidos.

## Enredo
De forma antológica conta em especiais estacionais histórias protagonizados por diferentes personagens, tanto ficcionais quanto reais abordando temas como: Dia Internacional da Mulher, Dia Nacional dos Povos Indígenas, Dia Internacional do Orgulho LGBTQIAPN+, Dia Nacional dos Direitos da Pessoa Idosa e Dia da Consciência Negra. A temporada de 2024 o projeto foi ampliado com o Dia de Luta da Pessoa com Deficiência.

## Temporadas
| Temporada | Temporada | Episódios | Exibição Original      | Exibição Original      |
| Temporada | Temporada | Episódios | Estreia de temporada   | Final de temporada     |
| --------- | --------- | --------- | ---------------------- | ---------------------- |
|           | 1         | 1         | 20 de novembro de 2020 | 20 de novembro de 2020 |
|           | 2         | 5         | 8 de março de 2021     | 20 de novembro de 2021 |
|           | 3         | 5         | 6 de março de 2023     | 20 de novembro de 2023 |
|           | 4         | 6         | 8 de março de 2024     | 20 de novembro de 2024 |
|           | 5         | 6         | 10 de março de 2025    | 20 de novembro de 2025 |

## 2020
Com exibição no dia 20 de novembro, o primeiro programa foi idealizado por Manuela Dias, autora de Amor de Mãe, e teve consultoria de Aline Maia e direção de Lázaro Ramos. Trouxe textos históricos de 22 grandes personagens que, de 1600 até hoje, lutaram contra a escravidão, a segregação racial e a intolerância.
Entre as personalidades estavam Taís Araújo que viveu a ex-vereadora Marielle Franco, Fabrício Boliveira como Olaudah Equiano, Guilherme Silva como Martin Luther King, Ivy Souza como Nina Simone, Babu Santana como Muhammad Ali e Naruna Costa como Angela Davis. 

## 2021
Em 2021, o programa passou por uma mudança de formato, tornando-se agora um documentário contemporâneo com depoimentos de pessoas anônimas e famosas na mídia. Sempre mediado por uma personalidade envolvida no debate, este novo formato busca explorar as questões históricas e contemporâneas relacionadas ao Dia da Mulher, o Dia do Indígena, o Dia do Orgulho LGBTQIA+ e do Dia do Idoso.

### Falas Femininas
No especial da Globo, foi ao ar em 8 de março, como uma homenagem no Dia Internacional da Mulher, cinco mulheres bem brasileiras, cada uma representando um pedaço do país, se reuniram em um programa especial dirigido por Antonia Prado e Patrícia Carvalho. Para retratar essas histórias, que foram encontradas com o apoio de afiliadas de todo o país, o programa teve a produção realizada apenas por mulheres. Trios, formados por duas cinegrafistas e uma entrevistadora, mergulharam no cotidiano e nos sonhos de Carol Dall Farra, Cristiane Oliveira, Gleice Silva, Maria Sebastiana da Silva e Sebastiana Oliveira. No desfecho do especial, as cinco protagonistas se encontraram em São Paulo para uma rodada de conversas mediada pela atriz Fabiana Karla. 

### Falas da Terra
É um especial que a Globo exibiu no dia 19 de abril, Dia do Índio, apresentou depoimentos em primeira pessoa, mostrando a riqueza cultural dos mais de 300 povos indígenas existentes no país, que falam aproximadamente 200 línguas diferentes. Para destacar essa variedade cultural, tanto no conteúdo quanto nos bastidores, a produção contou com profissionais indígenas em todo o processo de criação. Ailton Krenak também foi consultor de Falas da Terra, participando da escolha dos personagens e da criação do projeto. Além dele, Ziel Karapató, Graciela Guarani, Olinda Tupinambá e Alberto Alvarez fizeram parte da equipe indígena realizadora da obra, com roteiro assinado por Malu Vergueiro. Falas da Terra apresentou 21 depoimentos que trouxeram informações sobre a preservação da cultura, língua e costumes dos diversos povos indígenas.  

### Falas de Orgulho
No especial "Falas de Orgulho", que foi ao ar na noite do dia 28 de junho, com direção de Washington Calegari e roteiro assinado por Carlyle Junior. No especial, foram apresentadas as trajetórias de oito personagens de diferentes idades, regiões, trajetórias de vida e religiões. Por trás delas, histórias de superação, preconceito e autoaceitação foram abordadas, passando por temas transversais às letras que formam a sigla LGBTQIA+. 

### Falas da Vida
O especial foi ao ar em 1 de outubro, no Dia Internacional dos Direitos das Pessoas Idosas. Essa data marca o combate a todo tipo de preconceito e coloca os holofotes sobre essas pessoas, que estão cada vez mais ativas, presentes e necessitadas de reconhecimento dos seus direitos constitucionais. Com apresentação da atriz e cantora Zezé Motta, o especial apresentou cinco personagens anônimos, mas com o potencial de representarem cada um desses milhões de brasileiros, por meio do que eles têm de sobra as suas histórias. São eles: Bebel, Chicão, Gracinda, Joãozinho Carnavalesco e Regina. O especial teve direção geral de Patrícia Carvalho, direção de Ivone Happ e roteiro assinado por Ines Stanisieri.  

### Falas Negras
No dia 20 de novembro, o "Falas Negras" trouxe à tona a história de brasileiros que se destacam em suas áreas de atuação ou cujas trajetórias servem de inspiração para suas comunidades. O especial, dirigido por Naína de Paula e Henrique Matias, apresentou como fio condutor cinco personagens que fazem a diferença e contribuem para o desenvolvimento do país, nem sempre recebendo o devido reconhecimento.  

## 2023
Após o projeto ser paralisado por um ano em 2023, a TV Globo mudou o formato do especial. Desta vez, os depoimentos documentais foram substituídos pela minissérie antológica Histórias (Im)Possíveis, criada por Renata Martins, Jaqueline Souza e Grace Passô.  

### Falas Femininas apresenta: Histórias Impossíveis - Mancha
Luellem de Castro e Isabel Teixeira foram selecionadas para interpretarem Mayara e Laura, respectivamente, abordando a relação entre patroa e empregada em um episódio em homenagem ao Dia Internacional das Mulheres. Mayara, uma jovem que trabalha como empregada de Laura, vive uma situação complexa. Embora sua patroa escape do estereótipo da carrasca e seja gentil com ela, as coisas começam a se complicar quando Laura pede que Mayara abandone os estudos para se dedicar integralmente ao trabalho. Um acidente transformador muda drasticamente a vida das duas: Mayara cai do 13º andar do prédio, mas milagrosamente sobrevive. Esse acontecimento impactante serve como uma segunda chance para Mayara, que decide retomar o controle de sua própria vida. 

### Falas da Terra apresenta: Histórias Impossíveis - Pintadas
Ellie Mkuxi, Isabela Santana e Dandara Queiroz protagonizam o episódio pensado para o Dia dos Povos Indígenas. Luara e Michele, amigas de faculdade de origens distintas, retornam à terra natal para apoiar a parente rapper, Josy, em sua carreira musical. Ao chegarem ao local da gravação, deparam-se com a degradação da natureza, o que as leva a enfrentar desafios inesperados e a se confrontar com seus próprios medos e identidades. 

### Falas de Orgulho apresenta: Histórias Impossíveis - Sísmicas
Em fevereiro de 2023, Kika Sena e Ana Flávia Cavalcante foram confirmadas como protagonistas do episódio que conta a história de amor, destacando o Dia do Orgulho LGBTQIA+.  Lena, uma mulher cis, convida Kátia, sua namorada, que é uma mulher trans, para morar com ela em um sobrado que herdou da família. Quando Lena começa a ser pressionada por uma empresa imobiliária para vender o terreno, a relação das duas entra em conflito. O casal embarca então em uma jornada para entender seus verdadeiros sentimentos um pelo outro e sua relação com o mundo ao seu redor.

### Falas da Vida apresenta: Histórias Impossíveis - Acesso
Zezé Motta e Andréa Beltrão estrelam o episódio da série que aborda o etarismo, em celebração ao Dia do Idoso. As atrizes Mariana Aldeia e Debora Lamm também participam do episódio. Meire é uma motorista de um aplicativo que se sente desconfortável com a chegada dos 60 anos. Então, numa noite de trabalho, conhece a passageira Bex, que provoca várias reflexões sobre a vida. 

### Falas Negras apresenta: Histórias Impossíveis - Levante
A criadora e roteirista da antologia, Grace Passô, agora também assume o papel da personagem Janaína, protagonista da trama. Assim como Grace, Janaína é uma roteirista negra que embarca em um novo projeto audiovisual. Seu encontro com o restante da equipe de autores - todos brancos - ocorre durante uma imersão realizada em uma fazenda no interior, uma herança da época colonial da família do chefe do projeto.

## 2024
Depois do cancelamento de Histórias (Im)Possíveis, o formato adotado é o do experimento social, que será o ponto de partida de todos os especiais "Falas" deste ano. A proposta envolve registrar a reação dos brasileiros diante de simulações de situações comuns, porém nem por isso menos absurdas, que muitos de nós vivenciam no cotidiano. O Dia de Luta da Pessoa com Deficiência será produzido pela emissora pela primeira vez, sob o nome Falas de Acesso. 

### Falas Femininas apresenta: Louca
No primeiro especial do ano, que foi ao ar na noite do dia 08 de março, com direção de Antônia Prado e roteiro assinado por Isadora Aquino e Verônica Debom, Taís Araújo e Paolla Oliveira conduzem o espectador por experimentos com câmeras escondidas que tratam de assédio, exaustão, gaslight e outros problemas que enfrentam as mulheres.

### Falas da Terra apresenta: Selvagem
Exibido em 15 de abril, com roteiro de Daniel Munduruku, Micheline Alves e Verônica Debom e direção de Antônia Prado, o especial foi apresentado pela atriz, cantora e ativista Zahy Tentehar. O programa trouxe experimentos sociais e propôs um mergulho na cultura dos povos originários, convidando a sociedade a refletir sobre as guerras travadas ao longo da história. Além disso, destacou o aprendizado por meio das dores, da sabedoria e da luta por direitos dos povos indígenas.

### Falas de Orgulho
Em 21 de junho, foi exibido o terceiro especial da série, apresentado por Leilane Neubarth, com roteiro de Verônica Debom e direção de Antônia Prado, Felipe Herzog e Renan de Andrade. O especial conduziu o espectador a uma jornada provocativa, trazendo experimentos sociais e depoimentos que jogam luz sobre a falta de oportunidades de trabalho e a luta por direitos enfrentada pela comunidade LGBTQIA+. Leilane Neubarth liderou a narrativa com sensibilidade, destacando as questões sociais enfrentadas por essas pessoas, promovendo reflexão e conscientização sobre inclusão e igualdade.

### Falas de Acesso
Este, até então inédito na série, foi apresentado por Flávia Cintra, que também dividiu a direção com Malu Vergueiro e Pedro Henrique França, e contou com roteiro de Natália Dáumas. Inspirado no lema da ONU "Nada Sobre Nós, Sem Nós", o especial teve como objetivo transformar o olhar da sociedade. A produção mostrou experimentos sociais que abordam questões como preconceito, capacitismo, invisibilidade, acessibilidade e exclusão. Além disso, trouxe um contexto histórico ao apresentar os movimentos sociais e ao explorar temas como conquistas, leis e autonomia, promovendo reflexão e empatia sobre os desafios enfrentados pelas pessoas com deficiência.

### Falas da Vida
Apresentado por Déa Lúcia e roteirizado por Malu Vergueiro, o especial exibido no dia 8 de outubro propõe uma reflexão profunda sobre o significado de ser "velho" no século 21. Com direção de Patricia Carvalho, o programa incluiu experimentos conduzidos por Cauê Fabiano, que destacaram situações vivenciadas por jovens ao interagirem com a população idosa, apontando percepções e desafios enfrentados por essa parcela crescente da sociedade. Além disso, o especial contou com a participação especial dos atores Ary Fontoura e Lúcio Mauro Filho, que encenaram uma narrativa tocante e representativa, ampliando o debate sobre envelhecimento e inclusão.

### Falas Negras
O último programa do ano, exibido em 20 de novembro, foi apresentado por Clayton Nascimento e também contou com sua direção, ao lado de Mariana Jaspe, e roteiro de Ana Luísa Miranda. O especial teve como fio condutor o julgamento de um caso fictício, no qual foi discutido o reconhecimento fotográfico de suspeitos e o encarceramento de pessoas negras. A produção explorou questões de justiça racial, trazendo à tona reflexões sobre os desafios enfrentados pela população negra no sistema de justiça criminal.

## 2025
Para o novo ano do projeto, a Globo adotou o formato de abordar temas sociais por meio do humor, buscando promover a conscientização com shows de stand-up comedy e esquetes. O objetivo é refletir sobre questões presentes na vida dos brasileiros, baseando-se no ideal "Falas do Riso". Patricia Pedrosa diretora de gênero humor na emissora assumiu supervisão do projeto.

### Falas Femininas
No dia 10 de março, o projeto Falas de 2025 é inaugurado com um especial que reúne Marisa Orth, Deborah Secco e Cacau Protásio como apresentadoras. Com a participação de atrizes renomadas como Lilia Cabral, Arlete Salles, Elisa Lucinda, Evelyn Castro entre outras para dar vidas diversas personagens numa reflexão sobre questões sociais na vida da mulher. O especial, escrito por Carolina Warchavsky, Clara Anastácia, Flávia Boggio, Luciana Fregolente e Veronica Debom, é dirigido por Matheus Malafaia e Nathalia Ribas, propondo uma abordagem crítica e reflexiva sobre temas como assédio, exaustão e gaslighting, entre outros desafios enfrentados pelas mulheres. 
Elenco
| Intérprete         | Personagem       |
| ------------------ | ---------------- |
| Marisa Orth        | Cindy / Helena   |
| Deborah Secco      | Bella / Deb      |
| Cacau Protásio     | Ariel / Cris     |
| Lilia Cabral       | Bárbara          |
| Arlete Salles      | Cleide           |
| Elisa Lucinda      | Lélia González   |
| Heslaine Vieira    | Antônia          |
| Stella Miranda     | Nísia Floresta   |
| Gabriela Loran     | Branca / Paquita |
| Evelyn Castro      | Edna             |
| Marianna Armellini | Ela mesma        |
| Angela Dip         | Ela mesma        |
| Ademara            | Ana              |

### Falas da Terra
O segundo episódio do ano foi ao ar em 21 de abril, com apresentação de Dira Paes e Xamã. A edição contou com a participação de Susanna Kruger, Grace Gianoukas, Adanilo, Dig Verardi, Fernanda Fuchs, Jefferson Schroeder, entre outros, que interpretaram diversos personagens em participações especiais. O programa promoveu uma reflexão sobre temas urgentes ligados aos povos indígenas e à preservação da vida no planeta. O roteiro foi escrito por Carolina Warchavsky, Clara Anastácia, Tukumã Pataxó, Flávia Boggio, Luciana Fregolente e Veronica Debom, com direção de Nathalia Ribas e Matheus Malafaia. A proposta do episódio foi apresentar, de forma crítica e sensível, questões como a demarcação de terras indígenas, as mudanças climáticas, a preservação da natureza e a sabedoria ancestral dos povos originários.
Elenco
| Intérprete          | Personagem   |
| ------------------- | ------------ |
| Dira Paes           | Nina         |
| Xamã                | Pedro        |
| Adanilo             | Alessandro   |
| Grace Gianoukas     | Mãe Natureza |
| Dig Verardi         | Rodrigo      |
| Jefferson Schroeder | Marcão       |
| Mell Muzzillo       | Sandra       |
| Neuza Caribé        | Yaci         |
| Tukumã Pataxó       | Fábio        |
| Susanna Kruger      | Adriana      |
| Fernanda Fuchs      | Bia          |
| Tiago Karitiana     | Beto         |

### Falas de Orgulho
O terceiro episódio do ano foi ao ar em 27 de junho, com apresentação de Bruna Linzmeyer e Milton Cunha. A edição contou com a participação de Diego Martins, Nando Cunha, Digão Ribeiro, Galba Gogóia, Alan Oliveira, Lorena Comparato, entre outros, que interpretaram diversos personagens no especial. O programa promoveu uma reflexão sobre temas urgentes ligados à luta por direitos e à valorização da diversidade. O roteiro foi escrito por Clara Anastácia, Flávia Boggio, Bruna Braga, Bruna Trindade, Carolina Warchavsky e Luciana Fregolente, com direção de Matheus Malafaia, Naína de Paula e Nathalia Ribas. A proposta do episódio foi apresentar, de forma crítica e sensível, a memória das precursoras do movimento que lutaram pelos direitos da comunidade, além de dar visibilidade à pluralidade de vivências dentro do próprio grupo. Com delicadeza e sensibilidade, o episódio também retratou o dia a dia da comunidade em situações cotidianas, revelando suas alegrias, desafios e afetos.
Elenco
| Intérprete         | Personagem       |
| ------------------ | ---------------- |
| Bruna Linzmeyer    | Fátima           |
| Milton Cunha       | Wilson Boyna     |
| Diego Martins      | Xuxa             |
| Nando Cunha        | Cláudio          |
| Digão Ribeiro      | Roger            |
| Galba Gogóia       | Gina             |
| Alan Oliveira      | Leozito          |
| Lorena Comparato   | Doutora Marcelle |
| Alejandro Claveaux | Carlos           |
| Maria Lucas        | Gabriela         |

### Falas de Acesso
O quarto episódio do ano vai ao ar em 22 de setembro, com apresentação de Pequena Lô e Tatá Mendonça.

### Falas da Vida
O penúltimo episódio do ano vai ao ar em 15 de outubro, com apresentação de Luiz Fernando Guimarães e Susana Vieira.

### Falas Negras
O último episódio do ano vai ao ar em 20 de novembro, com apresentação a ser definido.